# 서울특별시 어린이병원
서울특별시 어린이병원(Seoul Child Hospital)은 장애아 및 비장애아에 대한 전문적인 진료를 위해 서울특별시청 산하에 설치된 서울특별시립 어린이병원이다.
병원장은 지방부이사관으로 보하나, 지방임기제공무원으로도 보할 수 있다.

## 역사
- 1948년 12월: 경성산부인과를 인수, 보건병원 설치
- 1966년 1월: 시립영아원 통합, 보육병원으로 변경
- 1969년 4월: 시립아동병원으로 변경
- 2007년 4월: 시립어린이병원으로 변경

## 조직
- QI실
- 감염관리실
- 진료부
- 간호부
- 약제과
- 원무과

## 진료 과목
- 소아청소년과
- 영상의학과
- 재활의학과
- 정신건강의학과
- 치과

## 같이 보기
- 서울특별시 서울의료원